# Montagny (Fribourg)
Montagny (Fribourg) is een gemeente in het district Broye van het kanton Fribourg in Zwitserland.

## Geografie
De buurgemeenten in kanton Fribourg zijn Noréaz, Prez-vers-Noréaz, Corserey, Russy en Léchelles. De oppervlakte van de gemeente bedraagt 17.52 km².
- Hoogste punt: 660 m
- Laagste punt: 459 m

## Bevolking
De gemeente heeft 1856 inwoners (2003). De meerderheid in Montagny is Franstalig (91%, 2000) en Rooms-Katholiek (78%).

## Economie
37% van de werkzame bevolking werkt in de primaire sector (landbouw en veeteelt), 18% in de secundaire sector (industrie), 45% in de tertiaire sector (dienstverlening).